# Jordan Leopold
Jordan Douglas Leopold (Golden Valley, 3 agosto 1980) è un ex hockeista su ghiaccio statunitense.

## Carriera
Nel corso della sua carriera ha indossato, tra le altre, le maglie di Saint John Flames (2002/03), Calgary Flames (2002-2006, 2008/09), Colorado Avalanche (2006-2009), Florida Panthers (2009/10), Pittsburgh Penguins (2009/10), Buffalo Sabres (2010-2013), St. Louis Blues (2013-2015), Columbus Blue Jackets (2014/15) e Minnesota Wild (2014/15). 
In particolare ha militato in NHL dalla stagione 2002/03 alla stagione 2014/15.
Con la nazionale statunitense ha preso parte ai Giochi olimpici invernali 2006 e a quattro edizioni dei campionati mondiali (2002, 2003, 2005 e 2008).